# Alexander Piorkowski
Alexander Hans Bernhard Piorkowski, ou simplement Alex Piorkowski (11 octobre 1904 – 22 octobre 1948 à Landsberg am Lech) est un officier SS allemand et commandant du camp de concentration de Dachau. Après la guerre, il fut condamné et exécuté.

## Biographie
Alexander Piorkowski était un mécanicien qualifié qui travaillait comme marchand ambulant dans les années 1920.
Il rejoint la SA le 1er juin 1929 puis la SS le 1er juin 1933 (numéro de membre 8 737). Le 1er novembre 1929, Piorkowski devient membre du parti nazi (numéro de membre 161 437). Il dirigea d'abord la SS-Standarte à Brême à partir du 20 juillet 1935, et l'année suivante, la SS-Standarte Allenstein. Pour des raisons de santé, il se retira du service le 19 septembre 1936.
De juillet 1937 à décembre 1937, Piorkowski fut provisoirement commandant du camp de concentration de Lichtenburg et, après sa conversion en camp de concentration pour femmes, il fut député du Lagerdirektor Günther Tamaschke (en) jusqu'en août 1938. Il fut ensuite transféré au camp de concentration de Dachau au début du mois d'août 1938, où il servit en tant que Schutzhaftlagerführer. De février 1940 à la mi-septembre 1942, il fut commandant du camp de concentration de Dachau. En raison d'accusations de corruption, il fut remplacé par Martin Gottfried Weiss le 2 janvier 1942. Le 31 août 1943, il fut radié de la SS.
Après la Seconde Guerre mondiale, Piorkowski et son adjudant Heinrich Detmers (de) sont inculpés par un tribunal militaire américain lors des procès annexes de Dachau du 6 au 17 janvier 1947. Comme les accusés du procès principal, ils étaient tous deux inculpés de crime de guerre contre des civils alliés et des prisonniers de guerre et plaidèrent également "non coupable" après la lecture de l'acte d'accusation, Piorkowski se vit accuser en particulier de certains actes survenus sous son commandement : exécutions de prisonniers de guerre soviétiques, expériences pseudo-médicales sur des détenus et maltraitance arbitraire allant au-delà des châtiments prévus par la Lagerordnung (en). Detmers aurait également prit part à ces crimes dans le cadre des actes collectifs. 
Les deux accusés, qui suivirent les recommandations de leurs conseillers juridiques, ne se prononcèrent pas durant le procès mais furent déclarés coupables malgré le fort engagement de leur avocat américain. Après les procédures de révision et les recours en grâce, la condamnation à mort de Piorkowski fut maintenue mais la peine d'emprisonnement de quinze ans de Detmers fut réduite à cinq ans. Detmers fut plus tard accusé à nouveau dans le procès principal de Nordhausen et Piorkowski fut exécuté par pendaison le 22 octobre 1948 à la prison de Landsberg.